# آیوا (کارولینای جنوبی)
آیوا(به انگلیسی: Iva) شهری در ایالت کارولینای جنوبی کشور ایالات متحده آمریکا است که جمعیت آن در سرشماری سال ۲۰۱۰ میلادی، ۱٬۲۱۸ نفر بوده‌است.